# Племенита красница
Племенита красница (Russula integra) је јестива гљива. Може се пронаћи у планинама Словеније и Црне Горе у јеловитим и смрековитим шумама. Доста је честа и у субмедитеранском подручју Црне Горе, Херцеговине и Хрватске уз црне борове масовна гљива:у Босни рјеђа.

## Клобук
Клобук је величине 6-12-(15)cm, у младости готово полулоптаст, убрзо с јамицом која се шири, тако да одрасли примјерци постају тањурасто удубљени с надоље заобљеним врхом;врх с временом све бива урезанији и ребрасти пектиниран. Кожица глатка, као полирана, блистава, за влажна времена љепљива, једва је суша може просушити, но и тада се сјаји попут огледала које одбија свјетлост;да се згулити од 1/3 до 2/3. У младости већином чоколадно до црносмеђа с лаким љубичастим тоном, убрзо према тјемену и с окермаслинастим мрљама, које се могу касније и спојити запосједнувши цијелу кружну зону удубљења. Понекад је цијела површина кожноокер, већином махагони тона, с кармин или розе нијансом-и у том случају, као и кад превлада маслинасти тон, клобук по бојама веома подсјећа на Russulu olivaceu.

## Листићи
Листови су готово слободни, односно узлазно прирасли, анастомозирани, понекад рачвасти и чешће вијугави, густи, врло крто-ломљиви, широки 4-14mm;најприје боје бананина меса с лимуножутом оштрицом, касније окержути.

## Отрусина
Отрусина је загаситоокер.

## Стручак
Величине је 4-9/1,5-3,5cm, ваљкаст, трбушаст или батинасто задебљан, ширим уздужним браздама наборан, го, готово свиленасте површине. Већином чисто бијел, понекад мало карминорозе и с неколико жућкастих мрља у дну. Увијек краћи од ширине клобука. Кора врло тврда, језгра спужвасто мека.

## Месо
У клобуку месо је дебело 5-8mm, сњежнобијело, не баш тврдо. Укус врло угодан и потпуно благ, мирис на јабуке, код презрелих на исцијеђени сок од грожђа који након ферментације прелази у вино.

## Хемијске реакције
Месо: на фенол розе боје, па загаситопурпурнорозе, најзад чађавоцрна. На жељезни сулфат једном на окер, други пут маслинаста. На калијеву лужину блиједосивкастоокер. Листићи: на анилин пвих неколико сати зеленкастожута, затим наранџаста.

## Микроскопија
Споре овоидне до готово округле, са изолираним, и више од 1mi дугим иглицама, већином са hyailinim мјехурићима:8,5-11,5/7-9,5mi. Базидији 42-54/12,5-16mi. Стеригмата 7-9mi. Cystide 50-80/10-11,5mi.

## Станиште и распрострањеност
У планинама Словеније и Црне Горе у јеловим и смрековим шумама доста честа, у субмедитеранском подручју Црне Горе, Херцеговине и Хрватске уз црне борове масовна гљива; у Босни рјеђа. Између Карловца и Босанаца у мијешаним листопадно-четинарским шумама честа. Радо на травнатим теренима између камења, гдје воли расти и Suillus granulatus.

## Доба
VII-X

## Јестивост
Безувјетно спада у прворазредне јестиве гљиве:не само сласна, него и издашна, крупна гљива, која се може и брзо сакупити у довољној количини. Прикладна за припремање на све начине, једино није за сушење.

## Сличне врсте
По клобуку упадљиво слична, такође изврсно јестива шећерка, Russula olivacea, има врло густо карминорозе истачкан стручак цијелом дужином, а већином и оштрицу тих боја: на жељезни сулфат не реагује ни жуто ни маслинасто, него наранџасто или смеђе. Ромелова красница Russula romellii је масовна и најранија гљива храстово-грабових и кестенових шума у нижим предјелима Хрватске, има исто тако кармин или смеђерозе стране, а удубљено тјеме маслинастожуто;једнако крупна врста, потпуно бијелог стручка-разликује се углавном по стручку, дужем од ширине клобука и нешто мањим спорама, те стаништем(друго дрвеће и кисело тло).